# Vargem Alta (Nova Friburgo)
Vargem Alta é uma localidade pertencente ao distrito de São Pedro da Serra, em Nova Friburgo, RJ.
Localizada a vinte quilômetros do centro de Nova Friburgo, Vargem Alta se destaca pela produção de flores; como cravos, rosas, crisântemos, bromélias e palmeiras ornamentais. Fazendo do município de Nova Friburgo o segundo maior produtor de flores do Brasil, sendo superado apenas por Holambra, em São Paulo.